# Мацунага, Сигэтацу
Сигэтацу Мацунага (яп. 松永 成立 Мацунага Сигэтацу, род. 12 августа 1962, Хамамацу, Сидзуока) — японский футболист, вратарь. Выступал за национальную сборную.

## Клубная карьера
На протяжении своей футбольной карьеры выступал за клубы «Иокогама Маринос», «Саган Тосу», «Вегалта Сэндай», «Киото Пёрпл Санга». Начал играть в футбол во время обучения в средней школе Хамана и университете Айти-гакуин. После его окончания перешёл в 1985 году в «Ниссан Моторс» (позже — «Иокогама Маринос»), в составе которого стал обладателем Кубка Императора. С 1988 по 1990 год команда выиграла все три главных титула в Японии: чемпионат страны, Кубок лиги и дважды — Кубок Императора. Также «Ниссан Моторс» стал обладателем Кубка лиги в 1990 году, Кубка Императора в 1991 и 1992-м и Азиатского Кубка обладателей кубков 1991/92 — первым среди японских клубов.
Когда в 1993 году была создана первая в Японии профессиональная Джей-лига, а «Ниссан Моторс» сменил название и стал одним из основателей новой лиги, Мацунага продолжал выступления за клуб, который выиграл Кубок Императора 1992 года и Кубок обладателей кубков Азии 1992/93. Но вскоре ему на смену пришёл новый молодой вратарь Ёсикацу Кавагути, который также заменил Мацунагу в воротах сборной Японии. В итоге в 1995 году футболисту пришлось сменить команду на представителя JFL — японской футбольной лиги (второго по важности дивизиона страны) — «Саган Тосу». В 1997 году Мацунага стал игроком «Вегалта Сэндай», также выступавшем в JFL. Он вернулся в высший дивизион страны в 1998 году став вратарём «Киото Пёрпл Санга». За команду Мацунага провёл три сезона, прежде чем завершил карьеру в 2000 году.

## Карьера в сборной
С 1988 по 1995 год сыграл за национальную сборную Японии 40 матчей. Мацунага был первым номером команды на Кубке Азии по футболу 1992 года. Но в полуфинальном матче против Китая он был удалён на 60-й минуте. Его место занял Кадзуя Маэкава, который играл до окончания турнира. В конечном итоге Япония стала обладателем Кубка Азии. В 1993 году Мацунага был участником решающего матча в отборочном турнире к чемпионату мира против Ирака. Тогда в компенсированное время Джаффар Омран Салман, поразив его ворота, сравнял счёт, похоронив надежды Японии на участие в чемпионате мира в США. Эту встречу японские болельщики помнят до сих пор, окрестив её «Агонией в Дохе» или «Трагедией в Дохе».

## Тренерская карьера
После окончания игровой карьеры, Мацунага стал тренировать вратарей в своём последнем клубе «Киото Пёрпл Санга» с 2001 по 2006 год. На данный момент аналогичную должность он занимает в родной команде — «Иокогама Ф. Маринос».

## Достижения

### Командные
«Иокогама Маринос»
- Победитель чемпионата Японии: 1988/89, 1989/90
- Обладатель Кубка Императора: 1985, 1988, 1989, 1991, 1992
- Обладатель Кубка лиги: 1988, 1989, 1990
- Обладатель Кубка обладателей кубков Азии: 1991/92, 1992/93

Япония
- Победитель Кубка Азии: 1992

### Индивидуальные
- Символическая сборная Джей-лиги: 1993
- Награда «За заслуги»: 2000

## Статистика

### В клубе
| Выступления за клуб | Выступления за клуб | Выступления за клуб      | Лига  | Лига | Кубок            | Кубок            | Кубок лиги                | Кубок лиги                | Итого | Итого |
| Сезон               | Клуб                | Лига                     | Матчи | Голы | Матчи            | Голы             | Матчи                     | Голы                      | Матчи | Голы  |
| Япония              | Япония              | Япония                   | Лига  | Лига | Кубок Императора | Кубок Императора | Кубок JSL/Кубок Джей-лиги | Кубок JSL/Кубок Джей-лиги | Итого | Итого |
| ------------------- | ------------------- | ------------------------ | ----- | ---- | ---------------- | ---------------- | ------------------------- | ------------------------- | ----- | ----- |
| 1985/86             | Ниссан Моторс       | JSL. Первый дивизион     | 15    | 0    |                  |                  |                           |                           | 15    | 0     |
| 1986/87             | Ниссан Моторс       | JSL. Первый дивизион     | 22    | 0    |                  |                  |                           |                           | 22    | 0     |
| 1987/88             | Ниссан Моторс       | JSL. Первый дивизион     | 22    | 0    |                  |                  |                           |                           | 22    | 0     |
| 1988/89             | Ниссан Моторс       | JSL. Первый дивизион     | 21    | 0    |                  |                  |                           |                           | 21    | 0     |
| 1989/90             | Ниссан Моторс       | JSL. Первый дивизион     | 22    | 0    |                  |                  | 4                         | 0                         | 26    | 0     |
| 1990/91             | Ниссан Моторс       | JSL. Первый дивизион     | 22    | 0    |                  |                  | 4                         | 0                         | 26    | 0     |
| 1991/92             | Ниссан Моторс       | JSL. Первый дивизион     | 21    | 0    |                  |                  | 3                         | 0                         | 24    | 0     |
| 1992                | Иокогама Маринос    | Джей-лига                | -     | -    | 4                | 0                | 9                         | 0                         | 13    | 0     |
| 1993                | Иокогама Маринос    | Джей-лига                | 36    | 0    | 3                | 0                | 0                         | 0                         | 39    | 0     |
| 1994                | Иокогама Маринос    | Джей-лига                | 43    | 0    | 4                | 0                | 3                         | 0                         | 50    | 0     |
| 1995                | Иокогама Маринос    | Джей-лига                | 10    | 0    | 0                | 0                | -                         | -                         | 10    | 0     |
| 1995                | Саган Тосу          | Японская футбольная лига | 24    | 0    | 1                | 0                | -                         | -                         | 25    | 0     |
| 1996                | Саган Тосу          | Японская футбольная лига | 30    | 0    | 3                | 0                | -                         | -                         | 33    | 0     |
| 1997                | Вегалта Сэндай      | Японская футбольная лига | 15    | 0    | 0                | 0                | 6                         | 0                         | 21    | 0     |
| 1997                | Киото Пёрпл Санга   | Джей-лига                | 6     | 0    | 0                | 0                | 0                         | 0                         | 6     | 0     |
| 1998                | Киото Пёрпл Санга   | Джей-лига                | 34    | 0    | 2                | 0                | 4                         | 0                         | 40    | 0     |
| 1999                | Киото Пёрпл Санга   | Джей-лига                | 30    | 0    | 2                | 0                | 3                         | 1                         | 35    | 1     |
| 2000                | Киото Пёрпл Санга   | Джей-лига                | 15    | 0    | 0                | 0                | 0                         | 0                         | 15    | 0     |
| Итого               | Итого               | Итого                    | 488   | 0    | 19               | 0                | 36                        | 1                         | 543   | 1     |

### В сборной
| Сборная Японии | Сборная Японии | Сборная Японии |
| Год            | Матчи          | Голы           |
| -------------- | -------------- | -------------- |
| 1988           | 1              | 0              |
| 1989           | 9              | 0              |
| 1990           | 0              | 0              |
| 1991           | 1              | 0              |
| 1992           | 9              | 0              |
| 1993           | 14             | 0              |
| 1994           | 0              | 0              |
| 1995           | 6              | 0              |
| Итого          | 40             | 0              |